# Bernhard Knubel
Bernhard Knubel (* 2. März 1938 in Brotdorf; † 23. Februar 1973 in Gelsenkirchen) war ein Ruderer aus der Bundesrepublik Deutschland, der 1960 Olympiasieger im Zweier mit Steuermann wurde.

## Leben
Geboren wurde Bernhard Knubel im Saarland, er wuchs in Petershagen auf und ging in Minden zur Schule. Nachdem er anfangs Handball gespielt hatte, wurde er 1953 für das Rudern entdeckt und startete für den Mindener Ruderverein. 1955 wurde der Allround-Sportler auch Kreis-Waldlaufmeister. Aus familiären Gründen zog Knubel wenig später nach Gelsenkirchen und startete fortan für den Ruderverein Gelsenkirchen. Dort traf er auf den mehrfachen deutschen Meister Heinz Renneberg, mit dem er gemeinsam 1959 Dritter der deutschen Meisterschaft im Zweier ohne Steuermann wurde. Im Zweier mit Steuermann siegte er bei der gesamtdeutschen Olympiaqualifikation zusammen mit Renneberg und Steuermann Klaus Zerta.
Bei den Olympischen Spielen 1960 in Rom fanden die Regatten auf dem Albaner See statt. Das deutsche Boot gewann den Vorlauf in 7:31,64 Minuten. Im Endlauf siegte das Boot in 7:29,14 mit einer knappen Sekunde Vorsprung auf das Boot aus der Sowjetunion.
Dafür wurde er mit dem Silbernen Lorbeerblatt ausgezeichnet.
Bei einer Körpergröße von 1,97 m betrug Knubels Wettkampfgewicht 90 kg. Im Alter von 34 Jahren starb er in Gelsenkirchen an Krebs. In Petershagen ist eine Straße nach ihm benannt. Minden bezeichnet ihn als einzigen Goldmedaillengewinner der Stadt.